# Salades russes
Pour plus de détails, voir Fiche technique et Distribution.
Salades russes (Окно в Париж - <<Okno v Parij>> en russe, verbatim Une fenêtre vers Paris) est un film franco-russe réalisé par Youri Mamine, sorti en 1994.

## Synopsis
Nikolaï Tchijov, un enseignant de musique russe, se fait licencier de son école communautaire de Saint-Pétersbourg par mesure de compressions budgétaire. Sans-le-sou, il aboutit dans un gang de cambrioleurs qui veulent s'approprier l'appartement d'une vieille défunte aristocrate alors qu'ils y découvrent un passage secret derrière une armoire. Le passage est au fait une anomalie temporelle et téléporte les héros sur le toit d'un bloc à Paris, mais ne s'ouvre que durant une période précise, environ chaque 30 ans. Nikolaï rode les rues parisiennes et fait connaissance avec Nicole, une jeune enseignante de russe en France. Ensemble, ils vivent une relation évanouissante avant que le portail se referme.

## Fiche technique
- Titre : Salades russes
- Titre original : Okno v Parij (Окно в Париж - La fenêtre vers Paris)
- Réalisation : Youri Mamine
- Scénario : Youri Mamine, Arkadi Tigaï et Vladimir Vardunas
- Production : Lavranti Aimrachvilli, Alexeï Kozodaïev et Guy Séligmann
- Société de production : La Sept Cinéma et Sodaperaga Productions
- Musique : Youri Mamine et Alexeï Zalivalov
- Photographie : Anatoli Lapchov et Sergueï Nekrassov
- Montage : Olga Andrianova et Joële van Effenterre
- Décors : Vera Zelinskaïa
- Costumes : Natalia Zamakhina
- Pays d'origine :  Russie,  France
- Format : couleurs - 1,85:1 - Stéréo - 35 mm
- Genre : comédie dramatique, fantastique
- Durée : 87 minutes
- Dates de sortie : 13 février 1994 (festival de Berlin), 27 avril 1994 (France), 13 septembre 1994 (festival de Toronto)

## Distribution
- Agnès Soral : Nicole
- Sergueï Dontsov : Nikolaï Tchijov
- Viktor Mikhaïlov : Gorokhov
- Nina Oussatova : Vera
- Kira Krejlis-Petrova : la belle-mère de Gorokhov
- Natalia Ipatova : la fille de Gorokhov
- Viktor Gogolev : Kouzmitch
- Tamara Timofeïeva : Maria Olegovna

## Distinctions
- Nomination au Nika du meilleur film, meilleur scénario et meilleur second rôle féminin pour Nina Oussatova en 1994.